# شهرستان هوروایزومی، هوکایدو

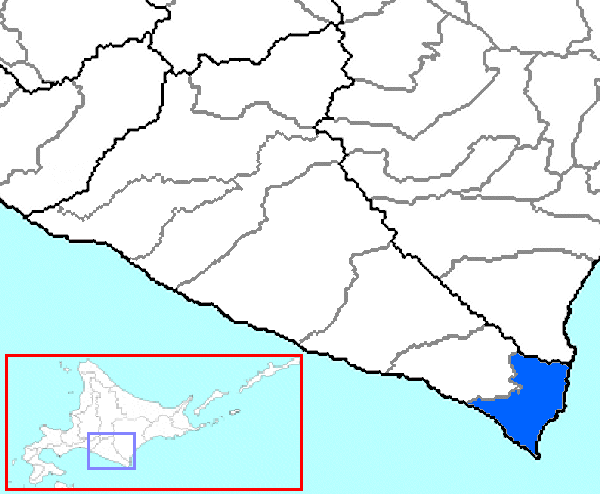

شهرستان هوروایزومی (انگلیسی: Horoizumi District, Hokkaido) یکی از شهرستان‌های ژاپن است که در استان هوکایدو در ژاپن واقع شده‌است.